# Barão da Ponte de Santa Maria
Barão da Ponte de Santa Maria é um título nobiliárquico criado por D. Maria II de Portugal, por Carta de 10 de Setembro de 1835, em favor de António Vicente de Queirós, depois 1.º Visconde da Ponte de Santa Maria e 1.º Conde da Ponte de Santa Maria.
Titulares
1. António Vicente de Queirós, 1.º Barão, 1.º Visconde e 1.º Conde da Ponte de Santa Maria.